# Der Rosenkavalier
Der Rosenkavalier. Komödie für Musik (op. 59) ist eine Oper in drei Aufzügen. Die Musik stammt von dem deutschen Komponisten Richard Strauss, das Libretto von dem österreichischen Schriftsteller Hugo von Hofmannsthal. Das Werk wurde am 26. Januar 1911 im Königlichen Opernhaus Dresden uraufgeführt.

## Handlung
Die Oper spielt in Wien zur Zeit der ersten Regierungsjahre Maria Theresias, um 1740.

### Erster Akt
Im Schlafgemach
Maria Theresa Fürstin Werdenberg, Frau eines Feldmarschalls, vergnügt sich in Abwesenheit ihres Gatten mit ihrem siebzehnjährigen Geliebten, Octavian Graf Rofrano. Die Szene wird durch Klopfen an der Tür gestört, doch ist es nicht etwa ihr Ehemann, sondern ihr Vetter, Baron Ochs auf Lerchenau. Octavian verkleidet sich in der Eile als Kammerzofe und kann sich in dieser Maskerade der Zudringlichkeiten des mit seiner unersättlichen Begierde prahlenden Barons kaum erwehren. Der Baron ist in Geldnöten und beabsichtigt, die junge Sophie zu heiraten, die Tochter des kürzlich geadelten, neureichen Herrn von Faninal. Die Feldmarschallin bietet ihm Octavian – von dessen Gegenwart der Baron nichts ahnt – als Bräutigamsführer („Rosenkavalier“) an. In diesen Handlungsablauf eingeflochten ist das Lever, der morgendliche Empfang im Schlafgemach der Fürstin mit einem großen Durcheinander von Bittstellern, Intriganten, Personal und anderen, was durch ein Quodlibet gestaltet ist.

### Zweiter Akt
Im Hause des Herrn von Faninal
Sophie, Tochter des Herrn von Faninal, bereitet sich auf die Ankunft des Rosenkavaliers vor, der ihr zeremoniell eine silberne Rose überbringen soll und damit die Ankunft des Bräutigams ankündigt. Der Rosenkavalier ist Octavian; als er Sophie gegenübersteht, verliebt er sich in sie. Der anschließend auftretende Baron zeichnet sich durch ein rüpelhaftes Benehmen aus, was seine zukünftige Braut abstößt. Als sich Octavian und Sophie heimlich küssen, werden sie von Valzacchi und Annina, einem italienischen Intrigantenpärchen, verraten. Der Baron ist darüber nicht bekümmert, doch Octavian fordert ihn auf, von Sophie abzulassen. Schließlich verwundet er den Baron mit dem Degen. Sophies Vater greift ein und droht, sie bei weiterer Verweigerung der Heirat lebenslang ins Kloster zu schicken. Der verletzte Baron erhält schließlich durch Annina einen Brief, in dem ihn die Kammerzofe der Fürstin zum Stelldichein lädt.

### Dritter Akt
In einem Wirtshaus
Der Baron trifft sich mit der vermeintlichen Kammerzofe in einem Wirtshaus. Allerdings haben Octavian, Valzacchi und Annina dem Baron eine Falle gestellt. Während der Baron zudringlich wird, tritt die verschleierte Annina mit vier Kindern auf, die angeblich von ihm sein sollen. Ein Polizeibeamter greift ein, woraufhin der Baron völlig die Fassung verliert. Schließlich kommen Sophie und ihr Vater hinzu, der sich nun gegen das geplante Ehebündnis stellt. Auch die Feldmarschallin tritt auf, beschwichtigt den Polizisten und jagt den Baron davon. Ihr bleibt aber nichts anderes übrig, als Octavian für die Verbindung mit Sophie freizugeben.

## Gestaltung

### Libretto
Hofmannsthals Libretto zum Rosenkavalier lehnt sich an den Roman Die Abenteuer des Chevalier Faublas von Jean-Baptiste Louvet de Couvray und Molières Komödie Der Herr aus der Provinz (Monsieur de Pourceaugnac) an. Die dramatischen Figuren in Hofmannsthals Dichtung entstammen zum Teil dem Roman, haben daneben aber auch Vorbilder in den Figuren der italienischen Commedia dell’arte. Sie sind Typen und lebensvolle, realistische Figuren. Hofmannsthal schildert später in einer Rückschau die Anfänge des Rosenkavaliers folgendermaßen: „Die Gestalten waren da und agierten vor uns, noch ehe wir Namen für sie hatten: der Buffo, der Alte, die Junge, die Dame, der ‚Cherubin‘. (…) Aus dem ewig typischen Verhältnis der Figuren zueinander entsprang die Handlung, fast ohne daß man wußte, wie.“ (Der Rosenkavalier. Zum Geleit, 1927)
Zusammen bilden die Figuren zudem ein komplexes Beziehungsgeflecht. „Einer braucht den andern, nicht nur auf dieser Welt, sondern sozusagen auch im metaphysischen Sinn. (…) Sie gehören alle zueinander, und was das Beste ist, liegt zwischen ihnen: es ist augenblicklich und ewig, und hier ist Raum für Musik“, schrieb Hofmannsthal im Ungeschriebenen Nachwort zum „Rosenkavalier“ (1911). Durch seine Sprachkunst, die er den Figuren in den Mund legte, schuf Hofmannsthal lebensnahe Figuren mit menschlichen Zügen, mit Humor, mit einem gewissen Schicksal, mehr als er vielleicht selbst ahnte. Daher steht der Zuschauer der Handlung und den Figuren nicht gleichgültig gegenüber. Man nimmt als Zuschauer Anteil am Bühnengeschehen, wie nur bei ganz wenigen Stücken. Darin mag das Geheimnis des Erfolgs und der Liebe der Zuschauer diesem Meisterwerk der Musikbühne gegenüber bestehen. Hofmannsthal erfand für dieses Stück eine eigene Sprache, die dem wienerischen Dialekt nahesteht. Der Text selbst gehört heute zur Weltliteratur, und das ist unter den Texten für die Musikbühne sehr selten.

William Hogarth: Morgendlicher Empfang der Comtesse (aus dem Zyklus „Mariage à la Mode“, 1743–1745). Das Gemälde gab die Anregung zum „Lever“ der Marschallin im I. Akt der Oper.

Hofmannsthal betonte auch, dass der Text nicht versuchen wolle, die historische Zeit des Rokoko wieder auferstehen zu lassen; vielmehr sei „mehr von der Vergangenheit in der Gegenwart als man ahnt“. „Dahinter war der geheime Wunsch, ein halb imaginäres, halb reales Ganzes entstehen zu lassen, dies Wien um 1740, eine ganze Stadt mit ihren Ständen, die sich gegeneinander abheben und miteinander mischen, mit ihrem Zeremoniell, ihrer sozialen Stufung, ihrer Sprechweise oder vielmehr ihren nach den Ständen verschiedenen Sprechweisen, mit der geahnten Nähe des großen Hofes über dem allen, mit der immer gefühlten Nähe des Volkselementes“ (Zum Geleit).
Der Rosenkavalier ist also durchaus ein Gegenwartsstück, bezogen auf das Österreich der Zeit um 1910. Es lässt sich als Kritik auf die Sitten der Donaumonarchie lesen – der Hofmannsthal selbst durchaus anhing – oder als eine Apologie des heiligen Ehestandes: Im Stück verborgen liegt eine konservative Tendenz, die Verkommenheit des Ehebrechers und Lüstlings zu entlarven und zu demontieren, um am Schluss die eheliche Liebe triumphieren zu lassen. Sophie betet vor der Ankunft des Barons zu Gott: „Die Mutter ist tot und ich bin ganz allein. Für mich selber steh ich ein. Aber die Ehe ist ein heiliger Stand.“ Dabei ist das Verhältnis zwischen Libertinage und ehelicher Bindung im Stück selbst nicht so eindeutig, wie es zunächst den Anschein haben mag. Der junge Graf Octavian trägt auch gewisse Züge des Lüstlings Baron Ochs, und Sophie ist keine keusche Braut, sondern lässt sich verführen, obwohl sie zur Ehe versprochen wurde. Ob die Ehe zwischen Sophie und Octavian am Ende tatsächlich geschlossen wird, bleibt offen. Hofmannsthal selbst machte einmal die Aussage, was er über die Ehe zu sagen habe, habe er in seinen Komödien gesagt. Für ihn war die Ehe das christliche Sakrament.
Ein weiterer Ansatz ist das Faktum „Zeit“. Hofmannsthal lässt die Feldmarschallin über die Zeit reflektieren, wie sie dahinfließt und was sie bewirkt, im Schicksal des Menschen und im Menschen selbst.

### Musik
Nach seinen revolutionären Vorstößen in den Opern Salome und insbesondere Elektra wählt Strauss im Rosenkavalier eine merklich konservativere Gangart. Weitestgehend getilgt werden die harmonischen Schärfen, die in Elektra bis an die Grenzen der Tonalität führen. Auch klangfarblich nähert er sich nach dem brachialen Ausbruch in Elektra wieder dem geschmeidigeren Klangideal von Salome an. Eine besondere Rolle spielt der Wiener Walzer im zweiten und dritten Akt. Strauss übernahm dabei ein Thema aus dem Walzer Dynamiden – Geheime Anziehungskräfte von Josef Strauss. Damit deckt sich die musikalische Idee mit der Hofmannsthals, der nicht versuchen wolle, die historische Zeit des Rokoko wieder auferstehen zu lassen. Anstelle von rokokotypischen Tänzen wie Menuett, Ländler und Polonaise erscheint hauptsächlich der Walzer, der ab der zweiten Hälfte des 18. Jahrhunderts belegt ist und erst im 19. Jahrhundert höchste Popularität und in der Ausprägung des Wiener Walzers nationale Signifikanz erreichte.
Nach der Dramatik in Salome und Elektra sehnte sich Richard Strauss nach einem heiteren Stoff; Strauss huldigt mit einer beschwingten Musikkomödie nach Art der Opera buffa seinem größten Vorbild Mozart. Schon die Handlung der Verwechslungskomödie über einen Adligen, der einem Dienstmädchen nachstellt, erinnert an Le nozze di Figaro. Natürlich bleibt Strauss in seiner Tonsprache ein Kind seiner Zeit, insbesondere durch seine üppige, sinnliche Instrumentation (das Orchester benötigt ca. 100 Musiker).

### Orchesterbesetzung
3 Flöten (3. auch Piccolo), 2 Oboen, 1 Englischhorn (auch 3. Oboe), 2 Klarinetten in B (auch in A und C), 1 Klarinette in D (auch in Es, B und A), 1 Bassetthorn (auch Bassklarinette), 3 Fagotte (3. auch Kontrafagott); 4 Hörner, 3 Trompeten, 3 Posaunen, 1 Basstuba; Pauken (1 Spieler), Schlagwerk (3 Spieler: Große Trommel, Becken, Triangel, Tamburin, Glockenspiel, große Ratsche, Rührtrommel, kleine Militärtrommel, Schellen, Kastagnetten), 1 Celesta, 2 Harfen; 16 Violinen I, 16 Violinen II, 12 Violen, 10 Violoncelli, 8 Kontrabässe.
Bühnenmusik im III. Akt: 2 Flöten, 1 Oboe, 1 C-Klarinette, 2 B-Klarinetten, 2 Fagotte; 2 Hörner, 1 Trompete; kleine Trommel, 1 Harmonium, 1 Klavier; Violinen I und II, Violen, Violoncelli, Kontrabässe (Streichquintett ein- oder mehrfach, nur nicht je zwei)

## Werkgeschichte

### Entstehung

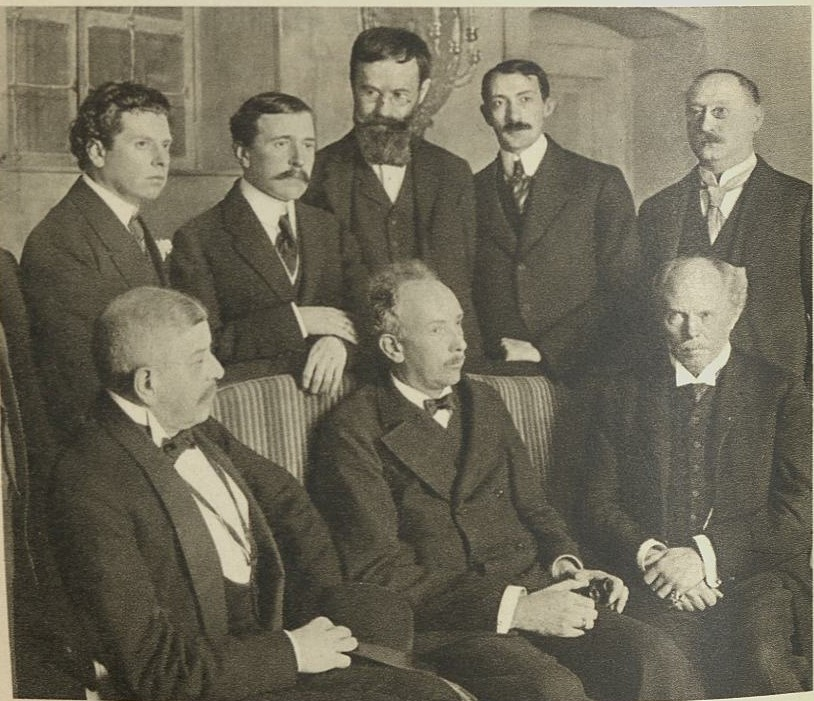
Uraufführung 1911 Dresden: Seebach, Strauss, Schuch; Reinhardt, Hofmannsthal, Roller, Fanto, Toller

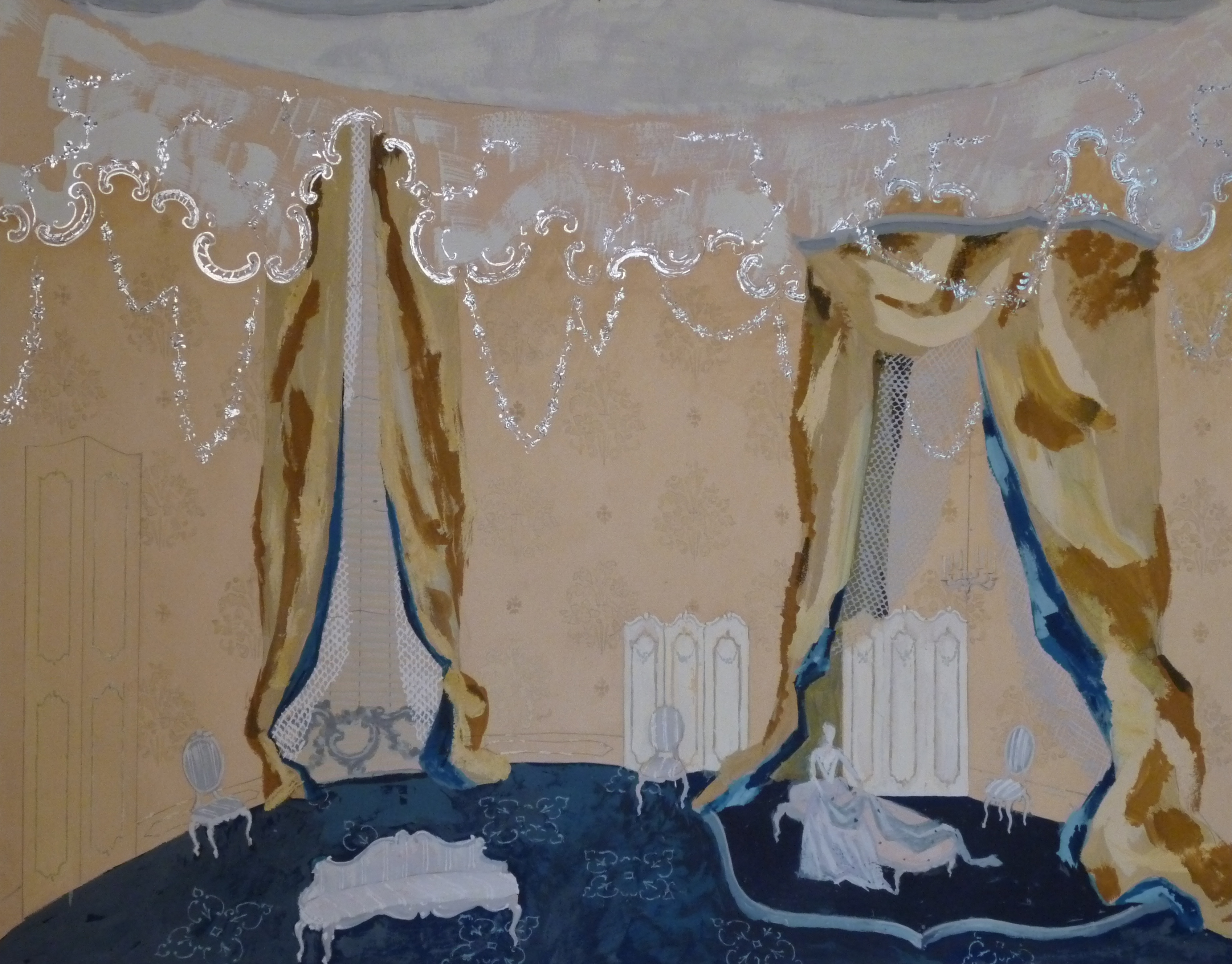
Bühnenbildentwurf von Helmut Jürgens für Der Rosenkavalier, 1. Akt, Bayerische Staatsoper München 1962

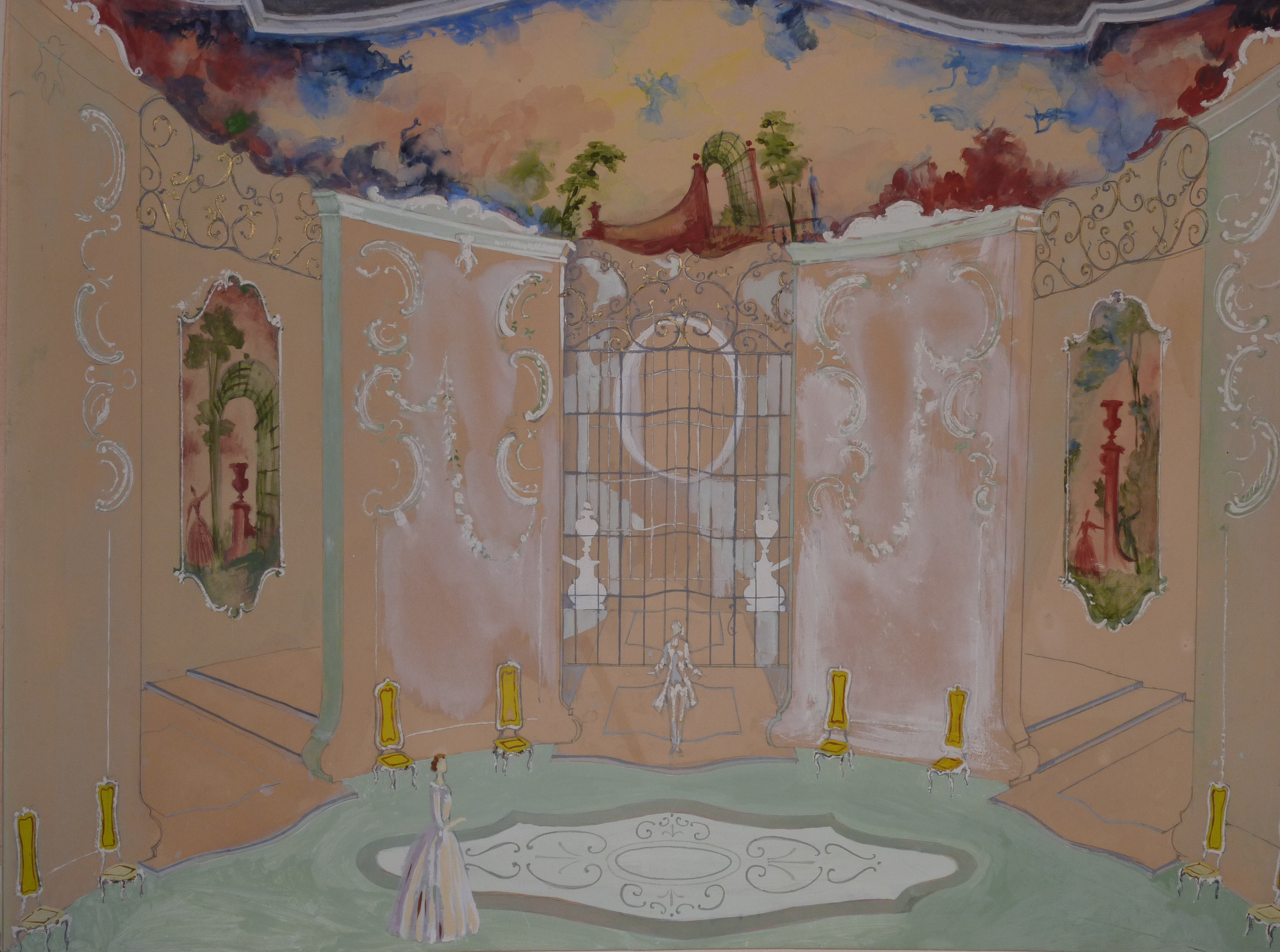
Bühnenbildentwurf von Helmut Jürgens für Der Rosenkavalier, 2. Akt, Bayerische Staatsoper München 1962

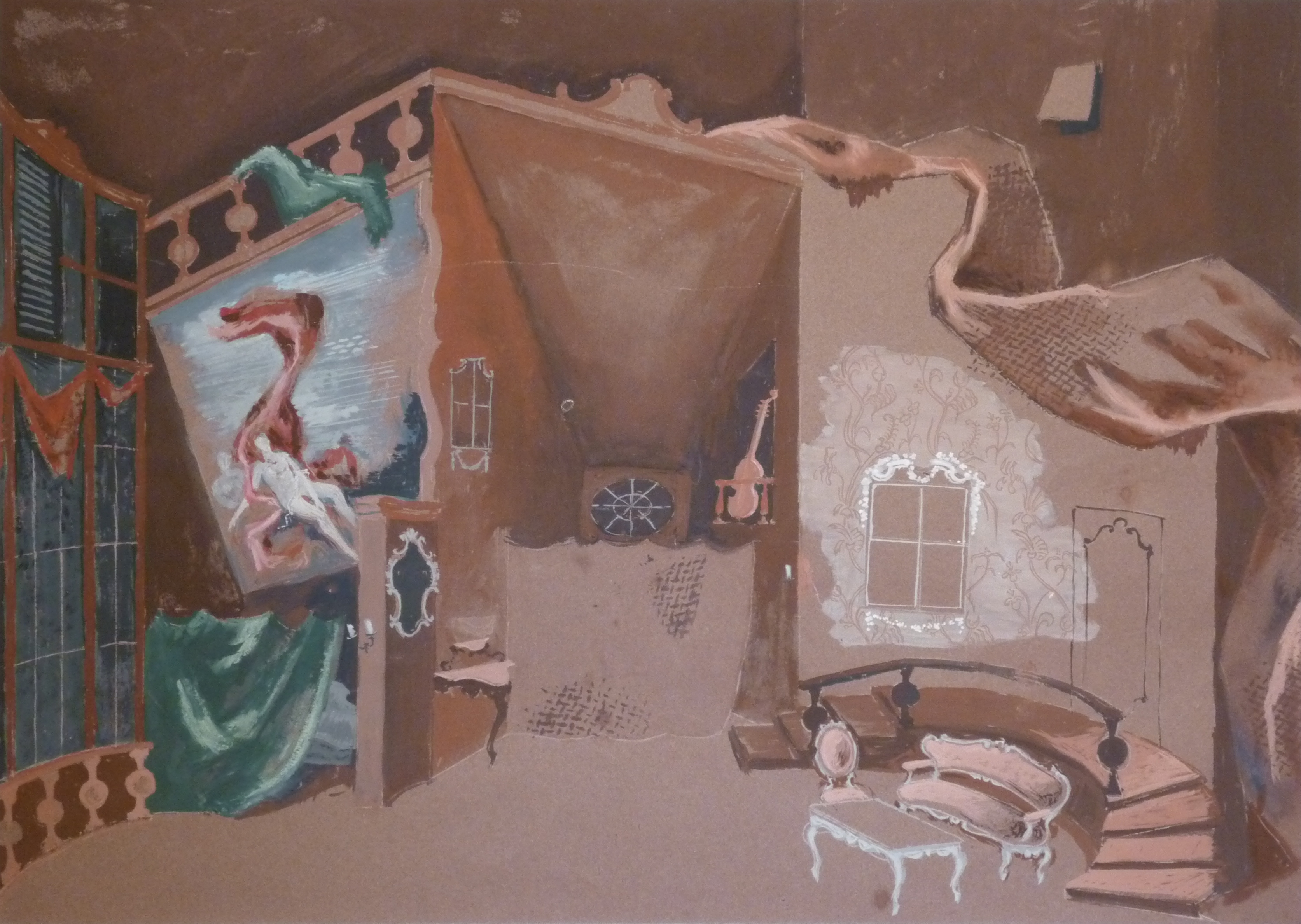
Bühnenbildentwurf von Helmut Jürgens für Der Rosenkavalier, 3. Akt, Bayerische Staatsoper München 1962

Hofmannsthal schrieb 1927 ein Geleitwort zum Rosenkavalier, der zu dieser Zeit bereits das erfolgreichste Stück der Zusammenarbeit mit Strauss geworden war. Nach seinen Angaben entstand das Szenarium im März 1909 in Weimar im Gespräch mit seinem Freund Harry Graf Kessler, dem auch die Erstausgabe gewidmet ist. An dieser Widmung zerbrach fast die Freundschaft zwischen Kessler und Hofmannsthal. Kessler, der seinen Anteil an der Entstehung (vermutlich zu Recht) höher einschätzte, als es Hofmannsthal zugeben wollte, bestand auf der Bezeichnung „Mitarbeiter“, während ihn Hofmannsthal in der ersten Fassung nur als „Helfer“ apostrophiert hatte. Hofmannsthal rang sich schließlich zu der Formulierung durch: „Ich widme diese Komödie dem Grafen Harry Keßler, dessen Mitarbeit sie so viel verdankt. H. H.“
Hofmannsthal führte den Text alleine aus. Kessler erhielt nur Textauszüge, gab Ratschläge, die aber Hofmannsthal nicht unbedingt umsetzte oder beachtete. Richard Strauss hatte wohl einen größeren Einfluss, besonders durch seinen Wunsch der theaterwirksameren Umgestaltung des 2. Aktes nach der Rosenüberreichung bis zum Duell zwischen Ochs und Octavian und noch einiges mehr.
Richard Strauss gegenüber spielte Hofmannsthal Kesslers Anteil herunter. Nach der Abfassung des Librettos fuhr Hofmannsthal nach Berlin, um Strauss den Plan für eine komische Oper zu unterbreiten. „Sein Zuhören war ein wahrhaft produktives. Ich fühlte, wie er ungeborene Musik an die kaum geborenen Gestalten verteilte.“ Die weitere Zusammenarbeit fand brieflich statt; Strauss berichtet am 16. Mai 1910 davon, nun mit der Komposition des dritten Aktes zu beginnen. Die Textfassung war im Juni 1910 fertig; danach arbeitete Hofmannsthal sie stellenweise für die Opernfassung um. Im Januar 1911 wurde das Werk dann am Königlichen Opernhaus Dresden unter dem Dirigat von Ernst von Schuch und in der Inszenierung von Georg Toller uraufgeführt. Hinter den Kulissen wurde der Regisseur – ungenannt und unbezahlt – von Max Reinhardt unterstützt.
Der endgültige Text unterscheidet sich in einigen Stellen von der ersten Fassung; er ist kürzer, einiges ist umgestellt und umgeschrieben; Teile wurden auch der Musik zuliebe erweitert. Zwei Entwürfe zum Text von 1909, zum Teil mit Bühnenskizzen, sind erhalten; ebenso eine frühe Fassung des ersten Akts.
Der Titel war bis kurz vor Drucklegung umstritten. Verschiedene Namen wurden vorgeschlagen, so sollten der Ochs auf Lerchenau und die silberne Rose im Titel erscheinen. Hofmannsthal schlug auch den Namen Rosenkavalier vor, den Strauss und Kessler aber ablehnten. Weibliche Bekannte im Umkreis von Hofmannsthal rieten aber von Ochs auf Lerchenau im Titel ab und plädierten ebenfalls für Rosenkavalier. Den letzten Ausschlag gab Richard Strauss’ Ehefrau; Strauss kommentierte schließlich: „Also Rosenkavalier, der Teufel hol ihn“.
Strauss hatte in dem Dirigenten Ernst von Schuch in Dresden einen kenntnisreichen Sachwalter für die Uraufführung. Er erwähnte die „neue Spieloper“ in einem Brief an den Dirigenten erstmals im Mai 1909 (Brief vom 9. Mai). Schuch hatte zuvor bereits die Uraufführungen der Strauss-Opern Feuersnot, Salome und Elektra in Dresden dirigiert. Strauss wandte sich immer wieder schriftlich an ihn, um genaue Vorstellungen zur Besetzung, zur Instrumentierung und sogar zur Probendisposition zu übermitteln. Er wünschte sich eine Premiere im Dezember 1910 und versuchte, dies durch genaueste Vorschläge zum Probenablauf durchzusetzen. Schließlich fand die Premiere am 26. Januar 1911 statt. Strauss leitete auch einige Proben selbst, um den Sängern seine Interpretation der Figuren nahe zu bringen.
Der Rosenkavalier erforderte von den Sängern hohe schauspielerische Fähigkeiten. Der ursprünglich mit der Inszenierung beauftragte Regisseur Georg Toller war diesem Anspruch nicht gewachsen. Es war Hofmannsthal, der mit Max Reinhardt als Regisseur und Alfred Roller als Bühnen- und Kostümbildner erstrangige Künstler für die szenische Realisierung durchsetzte. Reinhardt leitete seit 1905 das Deutsche Theater Berlin und war einer der führenden Schauspiel-Regisseure jener Zeit. Strauss war regelmäßiger Gast in Reinhardts Aufführungen, und Reinhardt war es auch, der ihm die Begegnung mit Hofmannsthal vermittelt hatte. Der Bühnenbildner Alfred Roller hatte mit dem Komponisten Gustav Mahler seit 1903 an der Wiener Hofoper entscheidende reformatorische Erneuerungen der szenischen Qualität von Opernaufführungen durchgesetzt. Die Zusammenarbeit mit beiden Theatermännern erwies sich auch künftig als überaus fruchtbar: 1920 gründete Strauss gemeinsam mit Reinhardt und Roller die Salzburger Festspiele.
Für die Dresdner Rosenkavalier-Inszenierung fertigte Roller in enger Zusammenarbeit mit Hofmannsthal äußerst detaillierte Szenen-Entwürfe an, die zu dieser Zeit auf dem Gebiet der Oper ohne Beispiel waren. Max Reinhardt hingegen war zunächst nur als beratender Regisseur zugelassen. Er durfte die Bühne nicht betreten, sondern musste seine Regieanweisungen aus der Kulisse heraus erteilen. Strauss setzte alles daran, Reinhardt gegen offenbar vorhandene antisemitische Ressentiments an der Dresdner Hofoper als Regisseur durchzusetzen, was ihm schließlich gelang.  Dennoch wurde Reinhardts Name im Programmheft nicht erwähnt.
Die Uraufführung des Rosenkavaliers wurde ein überwältigender Erfolg, wobei das Publikum enthusiastischer reagierte als die Kritiker, die vor allem über die anachronistischen Walzer verblüfft waren.
Der Dresdner Intendant Nikolaus Graf von Seebach befand das Werk für zu lang und befürchtete insbesondere bei der freizügigen Schilderung seines Liebeslebens durch den Baron Ochs auf Lerchenau im 1. Akt ablehnende Reaktionen des Dresdner Hofes. Strauss gab sein Einverständnis zu Streichungen, die dann aber sehr viel umfangreicher (und, wie sich Strauss beklagt: die musikalische Struktur zerstörend) ausfielen, als er angenommen hatte. Sein Verhältnis zur Dresdner Oper trübte sich ein, und auch gegenüber Schuch beklagte sich Strauss heftig über diese Eingriffe, die er nicht autorisiert habe (Brief vom 1. Mai 1911). Er greift den Intendanten von Seebach wegen dessen Opportunismus an: „Sie schreiben, die Striche im Rosenkavalier machen nur 15 Minuten aus. Lohnt es darum, die Architektur eines Kunstwerkes zu zerstören, um ganze 15 Minuten einzusparen? Stimmt alles nicht. Der Grund liegt wo anders. Ein Adeliger, der sich auf der Bühne so benimmt, wie sich sehr viele Adlige bei Hof u. in der Landwirtschaft benehmen, ist in den Augen der hochadligen Herren Generalintendanten nicht wohlgefällig.“

### Besetzung der Uraufführung
| Rolle                          | Stimmlage                   | Dirigent: Ernst von Schuch                                     |
| ------------------------------ | --------------------------- | -------------------------------------------------------------- |
| Feldmarschallin von Werdenberg | Sopran                      | Margarethe Siems                                               |
| Baron Ochs auf Lerchenau       | Bass                        | Carl Perron                                                    |
| Octavian                       | Mezzosopran                 | Eva von der Osten                                              |
| Faninal                        | Bariton                     | Karl Scheidemantel                                             |
| Sophie                         | Sopran                      | Minnie Nast                                                    |
| Leitmetzerin                   | Sopran                      | Riza Eibenschütz                                               |
| Valzacchi                      | Tenor                       | Hans Rüdiger                                                   |
| Annina                         | Alt                         | Erna Freund                                                    |
| Polizeikommissar               | Bass                        | Julius Puttlitz                                                |
| Haushofmeister/Sänger          | Tenor                       | Fritz Soot                                                     |
| Notar                          | Bass                        | Ludwig Ermold                                                  |
| Wirt/Tierhändler               | Tenor                       | Josef Pauli                                                    |
| Modistin                       | Sopran                      | Elisa Stünzner                                                 |
| Drei adelige Waisen            | Sopran, Mezzosopran, Sopran | Marie Keldorfer, Gertrud Sachse, Paula Seiring                 |
| Lerchenauscher Leiblakai       | Bass                        | Theodor Heuser                                                 |
| Lakaien der Marschallin        | 2 Tenöre, 2 Bässe           | Josef Pauli, Wilhelm Quidde, Rudolf Schmalnauer, Robert Büssel |

## Verfilmungen
Das Treatment zur ersten Verfilmung des Rosenkavaliers als Stummfilm stammt von Hofmannsthal selbst, die Opernhandlung bildet dabei nur einen Teil des Films. Regie führte Robert Wiene. Die Erstaufführung fand am 10. Januar 1926 im Königlichen Opernhaus in Dresden statt; Richard Strauss dirigierte selbst das Orchester.
- 1926 – Robert Wiene – Der Rosenkavalier (1926)
- 1962 – Paul Czinner – Der Rosenkavalier (1962)
- 1984 – Hugo Käch – Der Rosenkavalier (1984)

Neben den Kinofilmen existieren mehrere TV-Fassungen, darunter:
- Der Rosenkavalier (1979), mit Benno Kusche, Brigitte Fassbaender, Gwyneth Jones, Lucia Popp, Manfred Jungwirth, Anneliese Waas, David Thaw, Gudrun Wewezow, Francisco Araiza; Regie: Otto Schenk, Dirigent: Carlos Kleiber, Orchester und Chor der Bayerischen Staatsoper (Bayerische Staatsoper 1979)
- Der Rosenkavalier (2014), mit Günther Groissböck, Krassimira Stojanowa, Sophie Koch, Adrian Eröd, Mojca Erdmann, Stefan Pop; Regie: Harry Kupfer, Dirigent: Franz Welser-Möst, Wiener Philharmoniker, Konzertvereinigung Wiener Staatsopernchor (Salzburger Festspiele 1979) 3-sat (diese Produktion war in der Folge auch an der Mailänder Scala zu sehen)

## Rezeptionsgeschichte

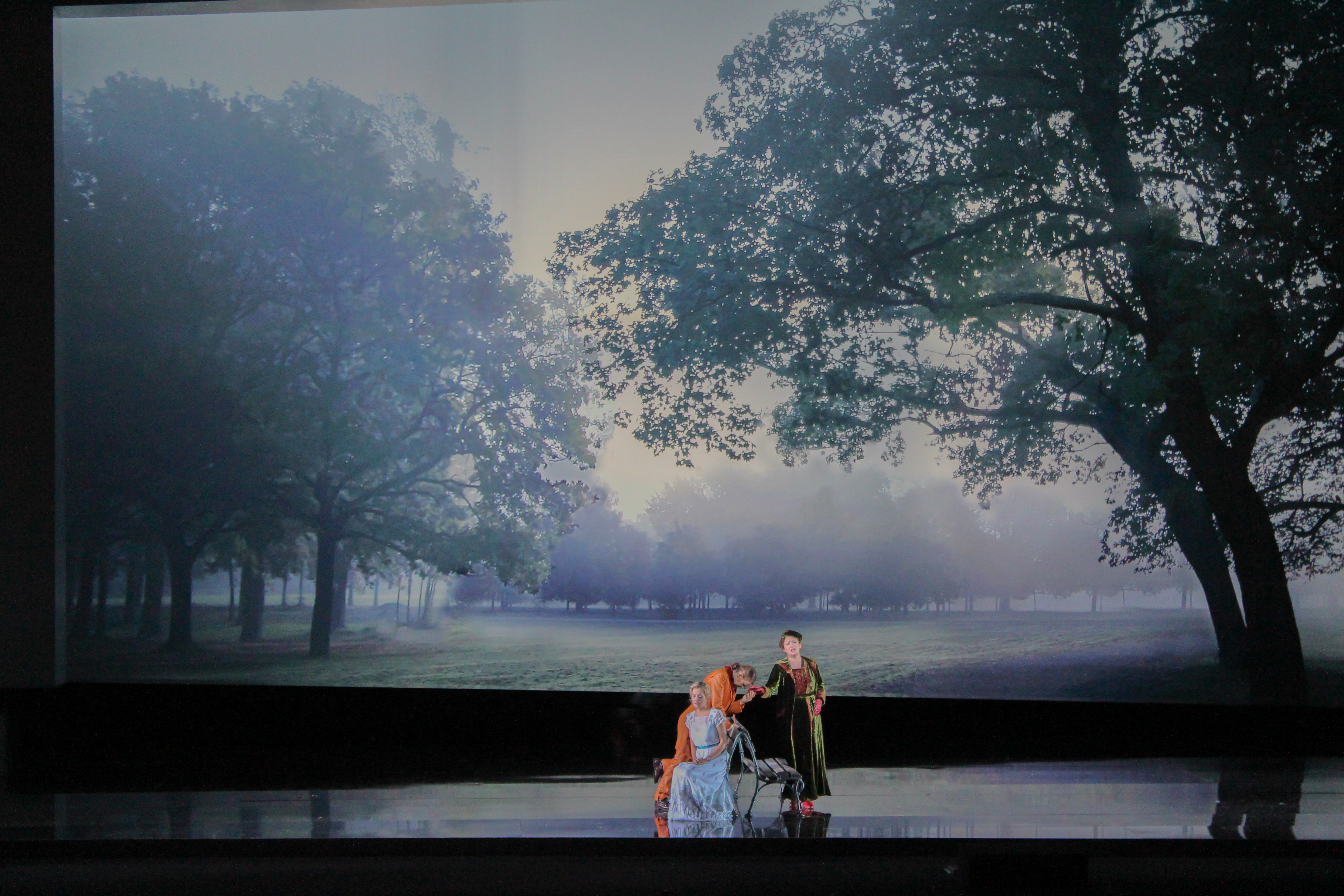
Salzburger Festspiele 2014

Nach dem Dresdner Erfolg zogen andere Opernhäuser schnell nach. Bis zum Jahresende wurde das Werk an mehr als vierzig Bühnen Im In- und Ausland gespielt, darunter herausragende Inszenierungen wie in München (Leitung: Felix Mottl), Mailand (Leitung: Tullio Serafin) und Berlin (Leitung: Carl Muck). Noch lange dominierten Aufführungskonzepte im Geiste Reinhardts und Rollers. Erst ab den 1960er Jahren gab es mit Aufführungen u. a. in Wiesbaden (Regie: Claus Helmut Drese), in Stuttgart (Regie: Götz Friedrich), in Frankfurt (Regie: Ruth Berghaus) und Salzburg (Regie: Herbert Wernicke bzw. Harry Kupfer) andere konzeptionelle Ansätze.
Der Rosenkavalier zählt zu den beliebtesten Opern der Musikgeschichte, wird zumeist unter den Top 10 gereiht. Bei Classic FM liegt der Rosenkavalier auf Platz 14. Nur Ranker führt das Werk auf Platz 22, The Guardian auf Platz 31.
Auch nach Anzahl der Aufführungen liegt Der Rosenkavalier zumeist unter den Top 50, als meist aufgeführte Oper von Richard Strauss nach der Salome. Im 5-Jahres-Vergleich von Operabase (2005–2010) lag die Oper auf Rang 37.
Das Werk steht regelmäßig auf den Spielplänen der Salzburger Festspiele (neun Neuinszenierungen bis 2014), der Wiener Staatsoper (1.017 Aufführungen von 1911 bis 2025) und der Bayerischen Staatsoper in München. Das Werk zählt zum Repertoire aller großen Opernhäuser weltweit, darunter Mailand, Madrid, Paris, London und New York.

## Orchestersuite
1945 entstand die gleichnamige Orchestersuite, TRV 227D / WOO 145. Sie wurde im Rahmen der Feier 950 Jahre Österreich am 28. September 1946 im Wiener Konzerthaus uraufgeführt. Dirigent war Hans Swarowsky, es spielten die Wiener Symphoniker. Dasselbe Orchester stellte im Jahr 2025 den Walzer Dynamiden von Josef Strauss der Rosenkavalier-Suite gegenüber, hatte doch Richard Strauss die Grundakkorde von Josef Strauss für seinen Walzer einfach übernommen. Es dirigierte Petr Popelka.

## Trivia
Nach dem Erfolg der Uraufführung 1911 fuhr ein „Rosenkavalier“-Sonderzug von Berlin nach Dresden. Zigaretten erhielten den Namen „Rosenkavalier“, und in einem Faschingsumzug ritten Rosenkavaliere zu Pferd mit, hinter denen Richard Strauss und seine Bühnenfiguren weinend folgten. Satiregedichte wurden verfasst – mit anderen Worten, dieses Werk war in aller Munde.
Hugo von Hofmannsthal war der erste – und lange Jahre einzige – Picasso-Sammler in Österreich. Er kaufte aus den Tantiemen für sein Libretto zum Rosenkavalier das frühe Selbstbildnis „Yo Picasso“ in der Galerie von Heinrich Thannhauser in München.

## Textausgaben
- Dirk O. Hoffmann (Hrsg.): Der Rosenkavalier: Textfassungen und Zeilenkommentar. Hollitzer, Wien 2016, ISBN 978-3-99012-348-5.
- Joseph Kiermerier-Debre (Hrsg.): Der Rosenkavalier. Komödie für Musik (Dtv Bibliothek der Erstausgaben). Dtv, München 2004, ISBN 3-423-02658-8.
- Hugo von Hofmannsthal (Text), Richard Strauss (Musik): Der Rosenkavalier. Komödie für Musik in 3 Aufzügen. Fürstner Verlag, Berlin 1911 (Opernfassung)
- Willi Schuh (Hrsg.): Hugo von Hofmannsthal, Richard Strauss, Der Rosenkavalier. Fassungen, Filmszenarien, Briefe. Fischer, Frankfurt am Main 1972, ISBN 3-10-031533-2.
- Hugo von Hofmannsthal: Operndichtungen. Residenz-Verlag, Salzburg 1994, ISBN 3-7017-0885-1 (Enthält auch die Textvarianten)
- Kurt Pahlen (Hrsg.): Richard Strauss „Der Rosenkavalier“. Textbuch mit Erläuterungen. Atlantis Musikbuchverlag, Mainz 1997, ISBN 3-254-08018-1.
- Rudolf Hirsch, Clemens Köttelwesch, Heinz Rölleke, Ernst Zinn (Hrsg.): Hugo von Hofmannsthal. Sämtliche Werke. Kritische Ausgabe. Veranstaltet vom Freien Deutschen Hochstift. S. Fischer Verlag, Frankfurt/M.
  - Bd. 23. Operndichtungen 1: Der Rosenkavalier. Text, Textgenese und Erläuterungen, Zusatzmaterialien (Ungeschriebenes Nachwort; Zum Geleit; Regieskizze); Zeugnisse und Briefe zur Entstehung; Quellen. Hg. v. Dirk O. Hoffmann u. Willi Schuh. 1986, ISBN 3-10-731523-0 (Forschungsergebnis zum Werk)

## Diskographie
- Wiener Philharmoniker, Chor der Wiener Staatsoper (Dirigent: Robert Heger) 1933, mit Lotte Lehmann (Marschallin), Elisabeth Schumann (Sophie), Maria Olczewska (Octavian), Richard Mayr (Ochs), Hermann Gallos, Viktor Madin (Faninal), Bella Paalen, Karl Ettl und Aenne Michalsky[16]
- Bayerisches Staatsorchester (Dirigent: Clemens Krauss) 1944, Preiser Records, mit Viorica Ursuleac (Marschallin), Georgine von Milinkovic (Octavian), Adele Kern (Sophie), Ludwig Weber (Ochs), Georg Hann (Faninal)
- Staatskapelle Dresden (Dirigent: Rudolf Kempe) 1950, Gala GL 100.633, mit Margarete Bäumer (Marschallin), Tiana Lemnitz (Octavian), Ursula Richter (Sophie), Kurt Böhme (Ochs), Hans Löbel (Faninal)
- Wiener Philharmoniker (Dirigent: Erich Kleiber) 1954, Decca 25025-D, mit Maria Reining (Marschallin), Sena Jurinac (Octavian), Hilde Güden (Sophie), Ludwig Weber (Ochs), Alfred Poell (Faninal), Anton Dermota (Sänger)
- Philharmonia Orchestra London (Dirigent: Herbert von Karajan) 1956, EMI 7 49354 1, mit Elisabeth Schwarzkopf (Marschallin), Christa Ludwig (Octavian), Teresa Stich-Randall (Sophie), Otto Edelmann (Ochs), Eberhard Waechter (Faninal), Nicolai Gedda (Sänger)
- Staatskapelle Dresden (Dirigent: Karl Böhm) 1958, Deutsche Grammophon 463 668-2, mit Marianne Schech (Marschallin), Irmgard Seefried (Octavian), Rita Streich (Sophie), Kurt Böhme (Ochs), Dietrich Fischer-Dieskau (Faninal), Rudolf Francl (Sänger)
- Wiener Philharmoniker (Dirigent: Georg Solti) 1968-69, Decca 417 493-2, mit Régine Crespin (Marschallin), Yvonne Minton (Octavian), Helen Donath (Sophie), Manfred Jungwirth (Ochs), Otto Wiener (Faninal), Luciano Pavarotti (Sänger)
- Wiener Philharmoniker (Dirigent: Karl Böhm) 1969 (Salzburger Festspiele, live), Deutsche Grammophon 445 338-2, mit Christa Ludwig (Marschallin), Tatiana Troyanos (Octavian), Edith Mathis (Sophie), Theo Adam (Ochs), Otto Wiener (Faninal)
- Wiener Philharmoniker (Dirigent: Leonard Bernstein) 1971, CBS 42564, mit Christa Ludwig (Marschallin), Gwyneth Jones (Octavian), Lucia Popp (Sophie), Walter Berry (Ochs), Ernst Gutstein (Faninal), Plácido Domingo (Sänger)
- Bayerisches Staatsorchester (Dirigent: Carlos Kleiber) 1973 (Livemitschnitt vom 13. Juli 1973), Orfeo C 581083D, mit Claire Watson (Marschallin), Brigitte Fassbaender (Octavian), Lucia Popp (Sophie), Karl Ridderbusch (Ochs), Benno Kusche (Faninal), Gerhard Unger (Sänger)
- Rotterdams Philharmonisch Orkest (Dirigent: Edo de Waart) 1976, Philips 442 086-2, mit Evelyn Lear (Marschallin), Frederica von Stade (Octavian), Ruth Welting (Sophie), Jules Bastin (Ochs), José Carreras (Sänger)
- Wiener Philharmoniker (Dirigent: Herbert von Karajan) 1982-84, Deutsche Grammophon 415 163-2, mit Anna Tomowa-Sintow (Marschallin), Agnes Baltsa (Octavian), Janet Perry (Sophie), Kurt Moll (Ochs), Gottfried Hornik (Faninal), Vinson Cole (Sänger)
- Staatskapelle Dresden (Dirigent: Bernard Haitink) 1990, EMI 358618-2, mit Kiri Te Kanawa (Marschallin), Anne Sofie von Otter (Octavian), Barbara Hendricks (Sophie), Kurt Rydl (Ochs), Franz Grundheber (Faninal), Richard Leech (Sänger)
- Münchner Philharmoniker (Dirigent: Christian Thielemann) 2009, Decca DDD 001620102, Video 0440 074 3340 9 DH 2, mit Renée Fleming (Marschallin), Sophie Koch (Octavian), Diana Damrau (Sophie), Franz Hawlata (Ochs), Jonas Kaufmann (Sänger)